# Buurtbeheer
Buurtbeheer is een methode om de leefbaarheid in Nederlandse buurten te verbeteren.
In diverse plaatsen in Nederland zijn projecten buurtbeheer. Een kenmerk van deze projecten is, dat bewoners van een buurt zelf initiatieven nemen tot verbetering van de leefbaarheid van hun woonbuurt. In veel gevallen wordt samengewerkt met gemeentelijke organisaties, woningcorporaties en welzijnsorganisaties. Ondersteuning kan verleend worden door zogenaamde buurtbeheerbedrijven.
Projecten buurtbeheer kunnen ook georganiseerd worden op initiatief van de gemeentelijke overheid of van een woningcorporatie of van een buurtbeheerbedrijf. In dat geval wordt getracht, door middel van inschakeling van de bewoners, eveneens de leefbaarheid van de woonbuurt te verbeteren. Vaak worden in deze projecten buurtconciërges en/of buurtregisseurs aangesteld, die ook een rol kunnen spelen bij het toezicht in de buurt.